# László Csaba (közgazdász)
László Csaba (Debrecen, 1962. október 4. –) közgazdász, könyvvizsgáló, adószakértő.

## Pénzügyi tevékenysége
A Marx Károly Közgazdaságtudományi Egyetemen szerzett diplomát 1986-ban. 1986 és 1999 között a Pénzügyminisztérium különböző osztályainak (mezőgazdasági és élelmiszeripari, vállalkozási, költségvetési, ill. külgazdasági) volt a munkatársa, majd a minisztérium közigazgatási államtitkára lett. 1999 novembere és 2002 között a magánszférában dolgozott: a Központi Elszámolóház, majd két évig az ABN Amro Bank budapesti fiókjának, illetve a K&H Bank pénzügyi vezérigazgató-helyettese volt. Utóbbi munkahelyein ő irányította a bankok egyesülését.

## Miniszteri tevékenysége
2002. május 27. és 2004. február 15. között a Magyar Köztársaság történetének 9., Medgyessy Péter kormányának első pénzügyminisztere volt. A funkciót a fideszes Varga Mihálytól vette át. Szűk kétéves tevékenysége alatt zajlottak az úgynevezett száznapos programok. Az emelkedő államháztartási hiány és a makrogazdasági mutatók romlása miatt, az euróbevezetés eltolódása miatt a „jóléti rendszerváltás” befejeződése után távoznia kellett, helyét Draskovics Tibor vette át.

## Tanácsadói tevékenysége
Azóta a KPMG-nél dolgozik, ahol az adóosztály partnereként a társaságiadó-tanácsadási csoport, valamint a pénzügyi szektorral és a transzferárképzéssel foglalkozó tanácsadó csoportok munkáját irányítja. A KPMG Tanácsadó Kft. ügyvezető igazgatója.

## Családja
Nős, két lánya van.

## Művei
- Tépett vitorlák – Az államháztartásról közgazdasági és jogi szempontból, Aula, Budapest, 1994
- Ostpolitik and enlargement of the EU: the challenge of the Millennium, CEU, Budapest, 2000, (CEU working papers IRES)
- Költségvetési döntéselmélet (egyetemi tankönyv), Budapesti Corvinus Egyetem Pénzügy Tanszék, Budapest, 2010